# پیوتر اسکروبوفسکی
پیوتر اسکروبوفسکی (لهستانی: Piotr Skrobowski؛ زادهٔ ۱۶ اکتبر ۱۹۶۱) بازیکن فوتبال اهل لهستان بود.
از باشگاه‌هایی که در آن بازی کرده‌است می‌توان به باشگاه فوتبال هامارابی، باشگاه فوتبال لخ پوزنان، و باشگاه فوتبال ویسوا کراکوف اشاره کرد.
وی همچنین در تیم ملی فوتبال لهستان بازی کرده‌است.